# Comatella
Genre
Comatella est un genre de crinoïdes de la famille des Comasteridae (ordre des Comatulida).

## Description et caractéristiques
La bouche est excentrée à l'âge adulte, le centrodorsal est bien développé, circulaire, et muni de cirrhes. Les divisions des bras sont au maximum deux fois doubles, et ces espèces ne peuvent donc pas avoir plus de vingt bras. Les pinnules orales allongées sont munies de courtes dents triangulaires formant un peigne, uniquement sur le bord faisant face au bras. Contrairement à ce que les noms suggèrent, les deux espèces peuvent être totalement noires ou colorées. 
Ce sont des espèces nocturnes de faible profondeur, qui passent en général la journée dissimulées sous des roches ou dans des anfractuosités. 

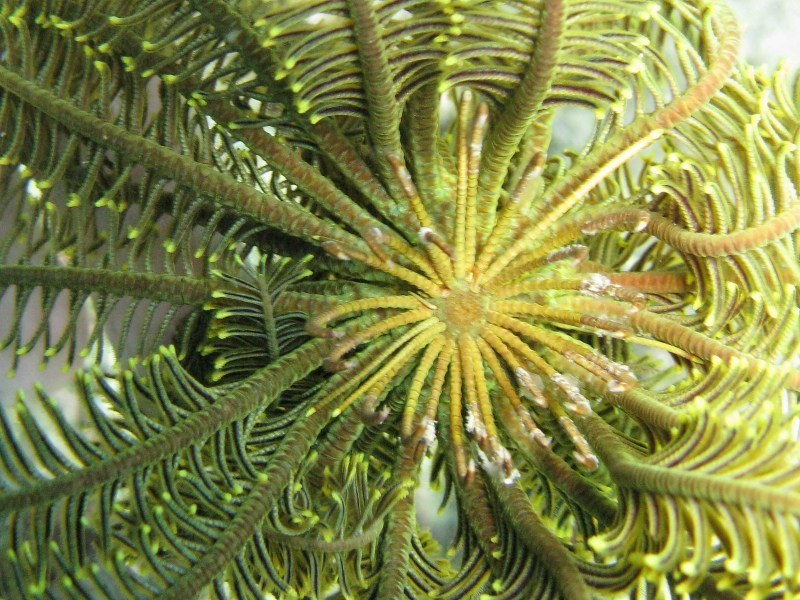
Face aborale d'une Comatella

## Liste des espèces
Selon World Register of Marine Species (8 avril 2015) :
- Comatella nigra (Carpenter, 1888) -- Palau
- Comatella stelligera (Carpenter, 1888) -- Pacifique ouest

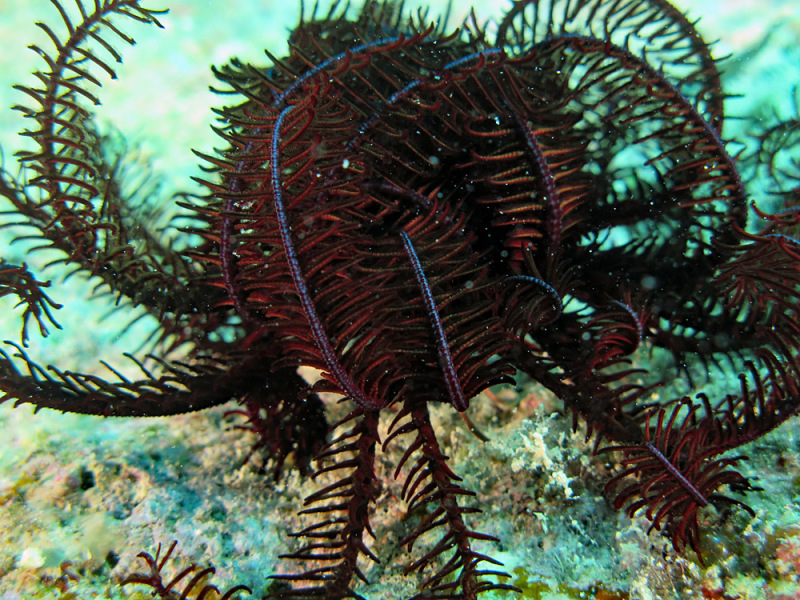
Comatella nigra
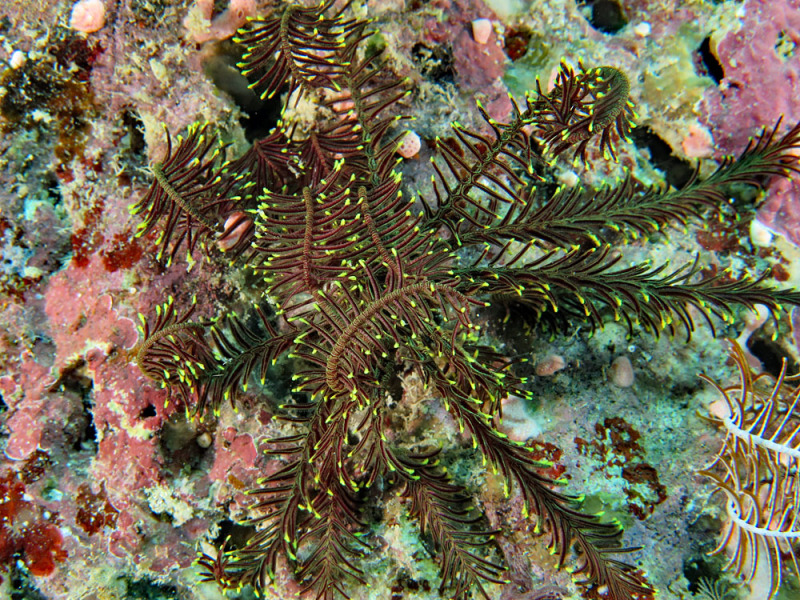
Comatella stelligera